# Алексеевы
Алексе́евы — несколько дворянских родов.
Этого имени существует десять фамилий:
1. Потомки Романа и Леонтия Алексеевых бывших дьяками при Иоанне III (в гербовник не внесены).
2. Потомство Фёдора Осиповича Алексеева, владевшего поместьем (1626) (Герб. Часть VII № 63).
3. Алексеевы, жалованные поместьями (1654) (Герб. Часть VI. №  109).
4. Потомки Степана Даниловича, жалованного поместьями от царя Алексея Михайловича (1645-1676) (в гербовник не внесены).
5. Потомки Александра Петровича (г/р 1775) обер-секретаря, приобретшего дворянство (в гербовник не внесены).
6. Потомки Ивана Алексеевича (1751-1816), член государственного совета, приобретшего дворянство (в гербовник не внесены).
7. Алексеев, Фёдор Яковлевич (1755—1824), пожалован в дворянское достоинство (1802) (в гербовник не внесены).
8. Алексей Петрович Алексеев (из сербской фамилии, переселившейся в Россию при Петре I) служил в военной службе, был кав. орд. Георгия 4-й ст. (впоследствии вышел в отставку полковником). Женат был на Александре Ивановне Павлищевой, брат которой, Николай Иванович, имел жену — родную сестру поэта Пушкина — Ольгу Сергеевну (в гербовник не внесены).
9. Потомки Николая Степановича (г/р. около 1789), коллежский секретарь (в гербовник не внесены).
10. Алексеев, Никита Яковлевич подполковник, член Провиантской канцелярии, жалован дипломом на потомственное дворянское достоинство (04.03.1792)[1].

## История рода
В XV столетии упомянуты дьяки Роман и Леонтий Алексеевы (1462-1505). Андрей и Фёдор Леонтьевичи упомянуты при особе великого князя Ивана III в походах (1492 и 1495).
Михаил Иванович дьяк новгородского архиепископа (1504), гонец в Царьград (1513). Иван Андреевич, Иван и Юрий Фёдоровичи и Василий Аладьич пожалованы поместьями в Московском уезде (1550), значатся в Тысячной книге (1550). Опричниками Ивана Грозного числились: Бажен, Борис, Василий, Говор, Григорий, Кирилл, Никифор, Афанасий, Парфён, Савелий, Степан и Илья Алексеевы (1573). Алексей Андреевич, Лукьян Васильевич и Гурий Фёдорович владели поместьями в Медынском уезде (1586). Василий Назаревич погребён в Троице-Сергиевой Лавре († 1590). Григорий Прокофьевич владел поместьем в Зарайском уезде (1594).
Семнадцать представителей рода владели населёнными имениями (1699).

## Описание гербов

#### Герб. Часть IV. № 109.
Щит, разделённый перпендикулярно на две части, имеет правое поле красное, а левое голубое, на коих изображен прямо поставленный серебряный столб и сквозь него видны крестообразно проходящие ключ и шпага.
Щит увенчан обыкновенным дворянским шлемом с дворянской короной. Намёт на щите красный, подложенный серебром. Щитодержатели: два льва.

#### Герб. Часть VII. № 63.
Герб потомства Фёдора Осипова сына Алексеева: щит имеет малую вершину голубого цвета с изображением двух золотых шестиугольных звёзд, а нижнею половину пространственную, в которой в серебряном поле поставлен красного цвета столб и крестообразно положены ключ и меч. На щите находится шлем и на нём виден до половины воин в серебряных латах, имеющий в руках по одному золотому молотку. Намёт на щите серебряный, подложенный голубым и красным. Щитодержатели: два льва держат золотой рыцарский шишак с перьями и дворянскую корону.

#### Герб. Часть XVI. № 65.
Герб коллежского советника Михаила Алексеева: в голубом щите вертикально золотой ключ бородкой вверх. По его сторонам по серебряной шестиугольной звезде. Над щитом дворянский коронованный шлем. Нашлемник:  пять страусовых перьев: среднее - золотое, второе и четвёртое - голубые, крайние - серебряные. Намёт голубой, подложен справа золотом, слева серебром.

#### Герб. Часть XVII. № 58.
Герб коллежского советника Михаила Андреевича Алексеева с семейством: щит, пересеченный главою щита пламенеобразно серебром и червленью. В нижней червлёной части саламандра натурального цвета, головою обращенная вправо. Щит увенчан дворянским коронованным шлемом. Нашлемник: два красных орлиных крыла, на них накрест золотые молоток и кирка. Намёт красный с серебром. Девиз: "Сила в знании" красными буквами на серебряной ленте.

#### Герб Никиты Алексеева
Щит голубого цвета, внизу оного три золотых муравья, ползущих вверх. Над средним муравьём вертикально золотая шпага (меч) поставлена острым концом вниз и означающая трудолюбие его в провианской службе. Щит увенчан обыкновенным дворянским шлемом с тремя страусовыми перьями. Намёт: голубой, подложен золотом (в гербовник не внесён).

## Известные представители
- Алексеев Никон — дьяк, воевода в Смоленске (1608-1611).
- Алексеев Девятый — подьячий, воевода в Торопце (1626-1629).
- Алексеев Семён Прокофьевич — стряпчий (1658), стольник (1676) думный дворянин (1687)[8].
- Алексеев Александр — дьяк, воевода в Гродно (1658), Смоленске (1659-1661).
- Алексеев Варфоломей — дьяк, воевода в Новом-Осколе (1659), Терках (1663).
- Алексеев Гаврила — дьяк, воевода в Севске (1689).
- Алексеев Кирилл Варфоломеич — дьяк Федора III и Петра I (1692), воевода в Азове (1699)[9].
- Алексеевы: Гаврила Осипович и Иван Григорьевич — дьяки при царях Иване и Петре.
- Алексеев Иван Антонович — русский консул в Бордо при Петре I.
- Алексеев Пётр Алексеевич (1727-1801) — Протоирей Кремлёвского Архангельского собора, ему было поручено исповедовать и увещевать перед казней Пугачева и его сообщников.
- Алексеев Семён Григорьевич — контр-адмирал (1855), уволен в чине вице-адмирал (1860)[10].